# Task Force 47
Die Task Force 47 (abgekürzt TF 47) war ein militärischer Einsatzverband mit nachrichtendienstlicher Unterstützung, bestehend aus Spezialkräften der Bundeswehr sowie  Mitarbeitern des Bundesnachrichtendienstes (BND) mit den Einsatzschwerpunkten Aufklärung und Terrorismusbekämpfung. Sie sollte vorrangig den Schutz des deutschen Einsatzkontingentes im Rahmen der ISAF-Mission in Afghanistan (2001–2014) sicherstellen und agierte unter dem Mandat der Schutztruppe.

## Aufstellung, Zusammensetzung und Stärke
Der Einsatzverband, welcher bei ISAF die operationelle Bezeichnung Task Force 47 trug und im deutschen Militärjargon häufig auch als Verstärkerkräfte (VerstKr) bezeichnet wurde, wurde im Oktober 2007 im Feldlager Kundus aufgestellt. Er setzte sich aus Soldaten des Kommandos Spezialkräfte (KSK) und der Division Schnelle Kräfte (DSK) (unter anderem Fernspäher) der Bundeswehr zusammen und wurde durch Kräfte des Militärischen Nachrichtenwesens (MilNW) sowie durch Mitarbeiter des BND unterstützt. Im Dezember 2009 hatte die Task Force 47 eine Mannschaftsstärke von 120 Mann, wovon etwa die Hälfte dem KSK angehörte. Nach anderen Angaben umfasste sie im Februar 2010 circa 200 Mann. Die Bundesregierung gab im September 2010 an, dass seit 2009 eine Stärke von bis zu 120 Soldaten vorgesehen war. Das Ärmelabzeichen der Task Force 47 entsprach bis auf die zusätzlich angebrachte Nummer 47 dem des KSK. Die Bedeutung der Nummerierung ist nicht bekannt. Allerdings operierten in anderen Regionen Afghanistans vergleichbare Spezialkräfte der ISAF-Truppensteller unter ähnlichen Bezeichnungen (so die italienische Task Force 45 im Westen und die polnische Task Force 49 in der Provinz Ghazni sowie anderen Gebieten im Osten und Süden des Landes).

## Auftrag
Die Bundesregierung äußerte sich im September 2010 folgendermaßen:
„Auftrag der Task Force 47 ist es, das Bild über die Lage der gegnerischen Netzwerke im Einsatzraum des Deutschen Einsatzkontingentes zu verdichten und Informationen über Personen, die mit Anschlägen gegen die Sicherheitskräfte und die afghanische Staatsgewalt in Verbindung stehen, zu verifizieren.“ Bei Vorliegen der ISAF-Kriterien gehe man auch gemeinsam mit den afghanischen Partnern gegen jene Personen zum Zwecke ihrer Festsetzung – keinesfalls jedoch ihrer gezielten Tötung – vor. Weiterhin leistete die Task Force 47 „militärische Unterstützung für ausgewählte Einheiten der afghanischen Sicherheitskräfte, um sie mittelfristig zur eigenständigen Wahrnehmung ihrer Sicherungsaufgaben zu befähigen.“ Im Vergleich zu den anderen Kräften des deutschen Einsatzkontingentes verfüge der Verband jedoch über keinerlei Sonderbefugnisse. Er operiere auf der Grundlage des Mandats der Vereinten Nationen für die internationale Schutztruppe (ISAF), des Mandats des Bundestages und der Einsatzregeln (Rules of Engagement). Die Mitarbeiter des BND agierten auf der Grundlage des BND-Gesetzes.
Zur Erfüllung seines Auftrages unterhielt der Verband im Feldlager Kundus einen eigenen Befehlsstand (Tactical Operations Center, TOC). Dieser befand sich in einem circa 500 Quadratmeter großen, mittels einer zwei Meter hohen Betonmauer vom Rest des Feldlagers abgetrennten Bereich am nordwestlichen Ende des Camps. Das auf Karten als „Sonderbaufläche“ ausgewiesene Areal lag in unmittelbarer Nachbarschaft eines Hubschrauberlandeplatzes sowie der Abhöreinrichtungen des Kommandos Strategische Aufklärung (KdoStratAufkl bzw. KSA). Eine der Hauptaufgaben der Task Force 47 bestand hier darin, Angriffe auf das Camp durch Raketen- oder Mörserbeschuss ebenso wie andere mögliche Gefahrenquellen für deutsche Soldaten rechtzeitig aufzuklären und abzuwehren. Mitarbeiter des Bundesnachrichtendienstes unterstützten vor Ort durch Informationsbeschaffung die Arbeit der Einheit und nutzten gleichzeitig die im TOC vorhandenen technischen Hilfsmittel zur Erledigung der eigenen Aufgaben, zu denen neben der Warnung der Bundeswehr vor Anschlägen auch die Analyse erfolgter Anschläge zählte.
Die Mitglieder der Task Force 47 wurden zum Schutz ihrer Identität mit Phantasienamen ausgestattet, welche nicht auf der Uniform angebracht waren. Innerhalb des Feldlagers Kundus hoben sich Berichten zufolge manche von ihnen durch ihre längeren Bärte und teils gegelten Haare bewusst von den anderen Soldaten ab, für die strengere Bekleidungsvorschriften galten.

## Führung
Bei der Ausübung ihrer multinationalen Einsatzaufgaben unterstand die Task Force 47 dem ISAF-Oberbefehlshaber (COM ISAF). Dieser hatte die entsprechende Führungsbefugnis (Operational Control, OPCON) auf den Kommandeur der ISAF Special Operations Forces (COM ISAF SOF) delegiert, der mittels des ISAF Special Operations Command and Control Element (SOCCE) agierte. Zudem war dem deutschen Kommandeur des Regionalkommandos Nord (COM RC-N) „zur Bewältigung konkreter taktischer Aufgaben“ in seinem Verantwortungsbereich eine eingeschränkte Befugnis (Tactical Control, TACON) zur Führung der Task Force 47 erteilt worden. In nationalen Angelegenheiten wurde der Verband als Teil des deutschen ISAF-Einsatzkontingentes sowohl operativ (entsprechend Operational Command, OPCOM) als auch truppendienstlich durch den Befehlshaber des Kommandos Führung Operationen von Spezialkräften (KdoFOSK) in Schwielowsee geführt. Die strategische und militärpolitische Führung war bis zu dessen Auflösung im Zuge der Neuausrichtung der Bundeswehr beim Einsatzführungsstab des Bundesministeriums der Verteidigung (EinsFüStab) (Referat 7: Grundlagen und Operationen Spezialkräfte/spezialisierte Kräfte; nationale Krisenvorsorge) angesiedelt und ging mit Wirkung zum 1. April 2012 auf die neu geschaffene Abteilung Strategie und Einsatz des Bundesministeriums der Verteidigung (Referat Einsatz Spezialkräfte, Nationale Krisenvorsorge) über.

## Einsätze
Die Task Force wurde zur Unterstützung im ISAF-Regionalbereich Nord eingesetzt. Einsatzschwerpunkte waren die Provinzen Badachschan, Baghlan und Kundus. Nach offizieller Darstellung handelte es sich um die einzigen Spezialkräfte der Bundeswehr, welche in Afghanistan zum Einsatz kamen.
Neben weiteren deutschen Einheiten sicherte die Task Force 47 am 15. Juni 2009 unter anderem bei der Polizeistation Zar Kharid-i-Sufla den Rückzug einer gemeinsamen Patrouille belgischer und afghanischer Soldaten, die in einen feindlichen Hinterhalt geraten waren und mehrfach in schwere Gefechte verwickelt wurden.
Bei einem feindlichen Raketenangriff auf das Feldlager Kundus am 20. Juli 2009 meldete die Task Force 47 einen Einschlag 20 Meter westlich ihres Gebäudes innerhalb des Camps.
Am 22. August 2009 geriet die Task Force 47 im vier Kilometer von der Grenze zu Tadschikistan entfernten Archi unter Beschuss mit Handfeuerwaffen. Im Verlauf des Gefechts wurde Luftunterstützung angefordert und es kam zur Verwundung eines afghanischen Armeeangehörigen.
Die Einheit spielte nach diversen Medienberichten eine Rolle im Rahmen der umstrittenen Bombardierung zweier Tanklastzüge in der Nähe des deutschen Lagers im September 2009. So lief die Informations- und Befehlskette beim Angriff nach NATO-Berichten maßgeblich über den Befehlsstand der Task Force 47 in Kundus. Anfang Juli 2011 wurden hingegen erste Inhalte des Abschlussberichtes zum Untersuchungsausschuss im Deutschen Bundestag bekannt, wonach es im Zusammenhang mit dem Luftangriff „nachweislich keine Operation der Task-Force 47 und keine Beteiligung des Bundesnachrichtendienstes gegeben“ habe.
Unterstützt durch die Task Force 47 fand am 10. Oktober 2009 in der Provinz Kundus die Durchsuchung eines mit Aktivitäten von Aufständischen assoziierten Anwesens durch afghanische Sicherheitskräfte statt. Diese nahmen insgesamt 15 Verdächtige fest und verbrachten diese anschließend – ebenfalls mit Unterstützung der deutschen Spezialkräfte – zur weiteren Personenüberprüfung in die Provinzhauptstadt. An der dort erfolgten Befragung der Inhaftierten in Verantwortung der zuständigen afghanischen Behörden nahmen auch Feldnachrichtenkräfte der Bundeswehr teil.
Am 17. Januar 2010 kam es am westlichen Ortsausgang von Kundus bei der Untersuchung eines verdächtigen Fahrzeugs durch Soldaten der Task Force 47 zu einem Zwischenfall. Dabei fuhr ein Toyota mit hoher Geschwindigkeit auf den temporären Checkpoint zu und ließ sich auch durch Warnschüsse nicht stoppen. Schließlich gaben die Soldaten mit Handfeuerwaffen gezielte Schüsse auf die beiden Fahrzeuginsassen ab, wodurch diese verletzt wurden. Einer der Verletzten erlag später im Krankenhaus seinen Verwundungen.
Auf eine parlamentarische Anfrage des Abgeordneten Hans-Christian Ströbele hin ließ das Bundesverteidigungsministerium im August 2010 mitteilen, die Task Force 47 habe bis dahin über 50 geplante Aufklärungsoperationen durchgeführt und sei zusammen mit den afghanischen Sicherheitskräften an insgesamt 21 „offensiven Operationen“ beteiligt gewesen. Durch die Angehörigen der Spezialtruppe sei es dabei jedoch zu keinen Tötungen gekommen. Bisher seien in der Summe 59 Personen zumindest vorübergehend festgenommen worden. Wenig später ließ die Bundesregierung verlautbaren, dass die Festnahmen selbst ausschließlich durch die afghanischen Sicherheitskräfte erfolgt seien, die mit den Gefangenen „gemäß der nationalen Rechtsordnung“ verfahren hätten. Man gehe gemeinsam gegen Zielpersonen auf der Joint Prioritized Effects List (JPEL) der ISAF vor. Bei Operationen der Task Force 47 habe man außerdem mehrfach von „taktischer Luftnahunterstützung“ Gebrauch gemacht, die neben dem reinen Überflug der Kampfflugzeuge („Show of Force“) in zwei Fällen auch den Einsatz von Luft-Boden-Waffen umfasst habe.
Gemeinsam mit den afghanischen Sicherheitskräften gelang der Task Force 47 am 21. September 2010 im Rahmen einer ISAF-Operation die Festsetzung von Maulawi Roshan, eines hochrangigen Führungsmitgliedes der Taliban im Raum Kundus. Er gilt unter anderem als Drahtzieher zahlreicher Anschläge gegen ISAF-Truppen und die afghanische Staatsgewalt in der Region seit Mitte 2009.
Ende Dezember 2010 erfolgte durch afghanische Polizisten und deutsche Spezialkräfte der Task Force 47 die Festnahme von sechs Aufständischen im Dorf Khalazai (Distrikt Char Darah bei Kundus), unter denen sich nach Polizeiangaben der pakistanische Sprengfallenexperte Hayatollah befunden haben soll. Man habe die Inhaftierten im Anschluss Journalisten vorgeführt.
Gemäß einer Erklärung des KSK nahmen afghanische Sicherheitskräfte mit Unterstützung der Task Force 47 am 6. März 2011 im Distrikt Char Darah, circa zehn Kilometer westlich von Kundus, einen offenbar am Karfreitagsgefecht 2010 in Isa Khel beteiligten Mann fest. Nach seiner Überstellung nach Kabul und diversen Verhören soll er schließlich Anfang Juni auf Geheiß der ermittelnden Staatsanwaltschaft „mangels hinreichender Beweise für eine unmittelbare Tatbeteiligung“ wieder freigelassen worden sein. Diese Nachricht sorgte nach ihrem Bekanntwerden im August 2011 zunächst für Empörung in der deutschen Öffentlichkeit. Wenig später wurde unter Berufung auf deutsche Sicherheitskreise bekannt, dass es sich bei dem Festgenommenen tatsächlich um einen Unschuldigen gehandelt habe, der lediglich einen ähnlichen Namen wie einer der Verdächtigen trage und zu Unrecht festgenommen worden sei.
Im April 2011 wurde bekannt, dass die Task Force 47 seit Mai des vorhergegangenen Jahres die Aufstellung und Ausbildung der Provincial Response Company (PRC) der Afghanischen Nationalpolizei (ANP) in Kundus unterstützte. Auch in Baghlan sollte mit Hilfe der deutschen Spezialkräfte „möglichst unverzüglich“ mit dem Aufbau einer PRC begonnen werden. Bei den PRCs handelt es sich um spezialisierte Einheiten der Afghanischen Nationalpolizei, die unter anderem in besonderen Bedrohungslagen eingesetzt werden können und zu deren Aufgaben gezielte Zugriffsoperationen, Festnahmen sowie das bewaffnete Vorgehen gegen regierungsfeindliche Kräfte zählen.
Am 1. Juni 2011 kam es im Rahmen einer gemeinsamen nächtlichen Operation afghanischer und alliierter Sicherheitskräfte im Distrikt Nahri Shahi (Provinz Balch) zur kampflosen Festnahme eines früheren Weggefährten Osama bin Ladens und engen Vertrauten hochrangiger al-Qaida-Führer. Nach Hinweisen britischer Medien handelte es sich bei den involvierten Koalitionskräften hauptsächlich um ein deutsches Kommando, welches mit neu ausgebildeten afghanischen Spezialkräften und US-Offizieren kooperierte. Es ist anzunehmen, dass die deutschen Soldaten der Task Force 47 angehörten.
Verteidigungsminister Thomas de Maizière ließ sich bei seinem zweiten Truppenbesuch in Afghanistan am 17. Juni 2011 im Feldlager Kundus insbesondere durch Soldaten der Task Force 47 über die Lage vor Ort informieren.
Medienberichten der Bild-Zeitung vom 18. April 2020 zufolge haben Angehörige des KSK gemeinsam mit der Provincial Response Company Baghlan am 12. Oktober 2012 in der Ortschaft Zahman Khel (Provinz Baghlan) den Taliban-Kommandeur Hassan Jan und 16 weitere Taliban festgenommen. Dabei soll es zu mehrstündigen, intensive Gefechten gekommen sein, bei denen mehrere Afghanen getötet und vier Deutsche verwundet wurden.
Medienberichten der Bild-Zeitung vom 23. Oktober 2012 zufolge haben Angehörige des KSK am 19. Oktober 2012 in der Ortschaft Ghunday Kalay (Distrikt Char Darah) den als „Taliban-Schattengouverneur“ der Provinz Kundus geltenden Mullah Abdul Rahman gemeinsam mit Angehörigen einer verbündeten, afghanischen Polizeisondereinheit in einer Zugriffsoperation festgenommen. Einzelheiten der Operation wurden weder von der Bundeswehr noch von der Schutztruppe ISAF bestätigt.
Am 5. Mai 2013 unterrichtete Verteidigungsminister Thomas de Maizière erstmals die Öffentlichkeit darüber, dass ein KSK-Soldat im Einsatz gefallen sei. Dies geschah am Mittag des 4. Mai 2013 bei einer Operation mit afghanischen Sicherheitskräften nahe der Ortschaft Zahman Khel am Übergang des Kundus-Flusses in der Provinz Baghlan.
Am 20. Juli 2013 gerieten afghanische Soldaten und Polizisten bei einer sogenannten Search and Clear Operation gegen Aufständische im Distrikt Baghlan-e Jadid (Provinz Baghlan), an der neben 700 afghanischen Sicherheitskräften auch Angehörige der Task Force 47 im Rahmen des Partnering beteiligt waren, unter Beschuss. Es wurde Luftnahunterstützung angefordert, woraufhin es schließlich zum Abwurf zweier Bomben durch zwei niederländische F-16-Kampfjets kam. Im Verlauf des Gefechts verloren zwei afghanische Polizisten ihr Leben und ein dritter wurde verwundet. Weiterhin wurden mehrere Angreifer getötet. Deutsche Soldaten kamen nicht zu Schaden.